# Highly Strung (Steve Hackett)
Highly Strung è un album musicale di Steve Hackett uscito nel 1982. Fu il sesto pubblicato dal chitarrista come solista. Nell'album appare come batterista Ian Mosley che si sarebbe in seguito unito al gruppo dei Marillion. È l'ultimo album registrato dal chitarrista inglese per l'etichetta Charisma Records.
L'album è stato ripubblicato nel 2007 dalla Camino Records con tre bonus track.

## Musicisti

### Artista
- Steve Hackett: chitarra elettrica, acustica, tastiere, armonica a bocca e voce

### Altri musicisti
- John Acock: tastiere
- Nick Magnus: tastiere
- Ian Mosley: batteria
- Nigel Warren-Green: violoncello
- Chris Lawrence: contrabbasso

## Tracce
1. Camino Royale – 5:28 (Hackett/Magnus)
2. Cell 151 – 6:26
3. Always Somewhere Else – 4:02
4. Walking Through Walls – 3:48
5. Give It Away – 4:08
6. Weightless – 3:31
7. Group Therapy – 5:47
8. India Rubber Man – 2:31
9. Hackett to Pieces – 2:40 (Hackett/Magnus)

### Bonus tracks nell'edizione del 2007
1. Guitar Boogie - 2:12
2. Walking Through Walls (Single Edit) - 5:55
3. Time Lapse at Milton Keynes - 3:52

- Tutti i brani sono di Steve Hackett tranne dove indicato.